# Федотьев, Илларион Викторович
Илларио́н Ви́кторович Федо́тьев (22 октября (3 ноября) 1880, Луцк — 25 марта 1960, Буэнос-Айрес) — русский офицер, полковник (1916), герой Первой мировой войны, участник Белого движения на Юге России, белоэмигрант.

## Биография
Из крестьян Волынской губернии, православного вероисповедания.
Общее образование получил в Луцком городском училище (окончил курс).
В сентябре 1900 года, выдержав экзамен на вольноопределяющегося 2-го разряда, вступил в военную службу рядовым в пехотный полк, затем был командирован на учёбу в Чугуевское пехотное юнкерское училище, полный курс которого окончил по 1-му разряду в апреле 1905 года, с производством в подпоручики и с назначением на службу в 152-й пехотный Владикавказский полк, отправленный летом того же года из мест постоянной дислокации (из города Бела Седлецкой губернии Царства Польского) в Маньчжурию, в действующую армию.
Участник Русско-японской войны на завершающем её этапе в составе своего полка. Участвовать в сражениях полку, также и подпоручику Федотьеву, не довелось, — после войны полк был возвращён на постоянное место дислокации, в Брест-Литовск.
В январе 1908 года подпоручик Федотьев был переведен в 17-й пехотный Архангелогородский полк, расквартированный в Житомире, Волынской губернии. За выслугу лет в октябре 1908 года был произведен в поручики, затем, в ноябре 1912 года, в штабс-капитаны.
С ноября 1912 года штабс-капитан Федотьев был в прикомандировании к Главному штабу Русской императорской армии; на январь 1914 года — не женат.
Участник Первой мировой войны в составе своего полка (5-я пехотная дивизия, 9-й армейский корпус); с первых дней войны — на фронте. Командовал ротой, батальоном. В мае 1915 года за боевые отличия был произведен в капитаны, в феврале 1916 года — в подполковники и в том же месяце в полковники.
В ноябре 1916 года назначен штаб-офицером для поручений при командующем 5-й армией.
После Октябрьской революции 1917 года полковник Федотьев — участник Гражданской войны в составе Добровольческой армии, затем Вооружённых сил Юга России. С октября 1918 по апрель 1919 года командовал в Ялте белогвардейским Отрядом особого назначения для охраны Лиц Императорской Фамилии в Крыму.
В марте 1920 года эвакуирован из Новороссийска в Константинополь. С 1920 года он в эмиграции в Югославии, с 1940 года — в Германии (на 1948 год — находился в Мюнхене), затем перебрался в Аргентину.
Скончался 25 марта 1960 года в Буэнос-Айресе, похоронен на Британском кладбище.

## Награды
- Орден Святого Станислава 3-й степени (1905; утв. ВП от 11.03.1907), — за отлично-усердную службу и труды, понесенные во время военных действий
- Медаль «В память русско-японской войны» (1906)
- Медаль «В память 100-летия Отечественной войны 1812 года» (1912)
- Медаль «В память 300-летия царствования Дома Романовых» (1913)
- Орден Святой Анны 3-й степени с мечами и бантом (18.12.1914; ВП от 03.01.1915, стр. 16)
- Орден Святой Анны 2-й степени с мечами (18.12.1914; ВП от 03.01.1915, стр. 16)
- Орден Святого Станислава 2-й степени с мечами (утв. ВП 11.05.1915)
- Орден Святого Владимира 4-й степени с мечами и бантом (ВП от 15.05.1915)
- Орден Святого Георгия 4-й степени (утв. ВП от 19.05.1915), — …за то, что 23 октября 1914 года у ф. Костков, командуя батальоном, заполнил образовавший прорыв в позиции полка, отбил все атаки сильнейшего противника и затем сам перешёл в наступление и обратил противника в паническое бегство, чем обеспечил нашу переправу.[12]
- Георгиевское оружие (утв. ВП от 27.01.1917), — …за то, что состоя в рядах 17-го пехотного Архангельского Великого Князя Владимира Александровича полка, в бою 20 июня 1916 года, в районе севернее Дольного Скробова, командуя батальоном, захватил с боя важный участок неприятельской укреплённой позиции, под названием Фердинандов нос, причём были взяты трофеи и пленные.[13]